# Lampsilis subangulata
Lampsilis subangulata är en musselart som först beskrevs av I. Lea 1840.  Lampsilis subangulata ingår i släktet Lampsilis och familjen målarmusslor. Inga underarter finns listade i Catalogue of Life.